# Zesterfleth

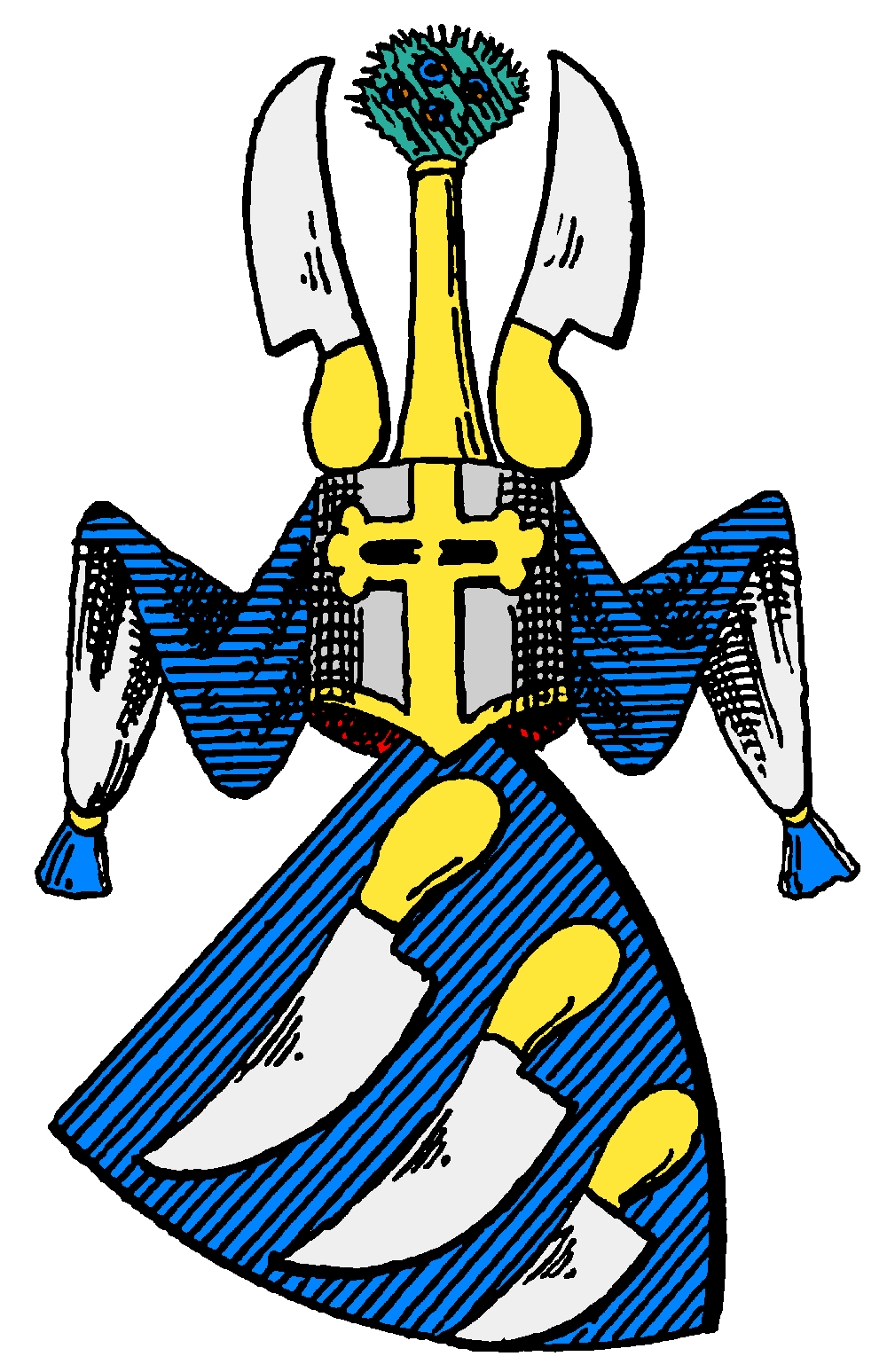
Wappen der Herren und Barone von Zesterfleth

Das Geschlecht Zesterfleth (Herren von Zesterfleth zu Bergfried) gehört zum Bremischen Uradel und leitet seinen Namen von seinem nicht mehr bestehenden Stammhaus Zesterfleth her, dessen Ort schon früh eine eigene Kirche hatte, einer Elbinsel an der Stelle des Hahnöfersand lag, und wohl bei einer Sturmflut am 18. November 1412 weggeschwemmt wurde.

## Geschichte
Die Stammreihe des Geschlechts beginnt mit dem Ritter Marquard von Cestervlete. Die Familiengruft liegt unter der Kirche in Steinkirchen (Altes Land) (St. Martini et Nicolai zu Steinkirchen; 1332 erstmals erwähnt,) nahe bei ihrem Stammschloss Bergfried, das bis 1857 bestand. Der 1608 erbauten Grünendeicher Fachwerkkirche stifteten sie Altar, Kanzel usw. Seinerzeit hatten sie ihren Wohnsitz auf dem Sassenhof. Der Celler Oberappellationsrat Diedrich VIII. Christian Arnold de Zesterfleth, ein Nachkomme Eberhard von Zesterfleths, und seine Nachkommen wurden in einer Bestätigung des Adels im Jahr 1813 durch Jérôme Bonaparte zur Führung des Baronstitels berechtigt.

## Personalien
- Helmerd ist als ältester Ahnherr in der Zeit 1305–1316 bekannt.
- Johann von Zesterfleth; als Domdechant bereitete er dem Bremer Erzbischof Albert II. von Braunschweig-Lüneburg einen Skandal und war dann 1381 bis 11. Dezember 1388 Bischof von Verden
- Anna (oder Adelheit) von Zersterfleth ⚭ Heinrich von Clüver (* 1415)
- Hermann von Zesterfleth († 1610/11); Lübecker Domherr, Gelehrter, Humanist, Reisender, Dichter[6]

Die Linien der Zesterfleth in Mecklenburg und in Brandenburg sind erloschen.

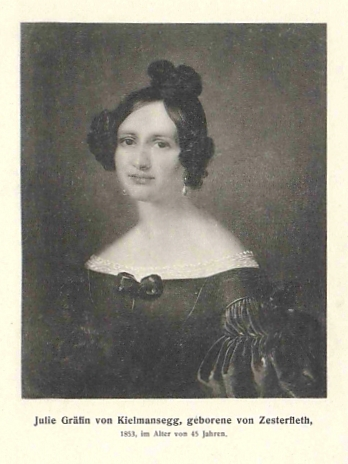
Gräfin Juliane von Kielmansegg, geb. von Zesterfleth (1808–1888)

- Christian Arnold von Zesterfleth (1750–1820) war Richter (nicht: Präsident) des Oberappellationsgerichts in Celle, danach Präsident der verdenschen Ritterschaft in Stade. Er sammelte wertvolle Gemälde, lebte begütert und hinterließ seinen Erben stark belastete Güter. Er heiratete 1779 in Wiegersen (Kirche Apensen) Juliane Magdalene von Horn (1760–1805), die letzte ihres Stammes; brachte ritterschaftliche Güter (vgl. Rittergut Wiegersen) in die Ehe (ihre Mutter Gertrud Anna v. d. Lieth (1742–1807) war ebenfalls letzte ihres Stammes)(NDB Bd. 9, S. 298).
  - Heinrich von Zesterfleth (* 8. Januar 1781; † 18. April 1848 in Hamburg); 1798–1801 stud. jur. in Göttingen, 1805–1836 Gutsbesitzer, ab 1806 bzw. 1814 Hof- und Kanzleirat (= Richter) bei der Justizkanzlei in Hannover, 1811 Tribunalrichter in Bremervörde, 1812 beim franz. Gerichtshof in Hamburg, 1813 sammelte er ein Bremen-Verdensches Bataillon gegen die Franzosen-Besetzung mit Major v. d. Decken. Ab 1817 war er Oberhauptmann beim Amt Lauenau. Er galt als ausgezeichneter Jurist und Hitzkopf, der mit anderen Behörden nicht gut auskam. Nach seines Vaters Tod bereiten ihm die ererbten Güter erhebliche Probleme. 1832 bis 1841 war er Oberhauptmann beim Amt Medingen.
    - Oswald; starb jung
    - Juliane von Zesterfleth (* 15. Februar 1808 in Hannover; † 28. November 1888 in Dresden, beerdigt in Gülzow) Letzte des Stammes, heiratete am 4. September 1832 in Medingen den Grafen Eduard von Kielmannsegg
      - Alexander (1833–1914) k.u.k. Konteradmiral ⚭ Sophia Philippa Sidney
      - Thedel (* 1836) Herr auf Wiegersen und Borrl im Herzogtum Bremen[7]
      - Oswald (1838–1896) k.u.k. Feldmarschallleutnant; ⚭ Leontine Gräfin Paar
        - Eduard Graf Kielmansegg (1874–1941)

      - Erich Kielmansegg (1847–1923) ⚭ Anastasia Lebedewna von Lebedeff

    - Emmy[8] (1813–1878) heiratete 1844 den belgischen Gesandten in Hannover, Baron Aldephonse du Jardin (1796–1870).

## Wappen

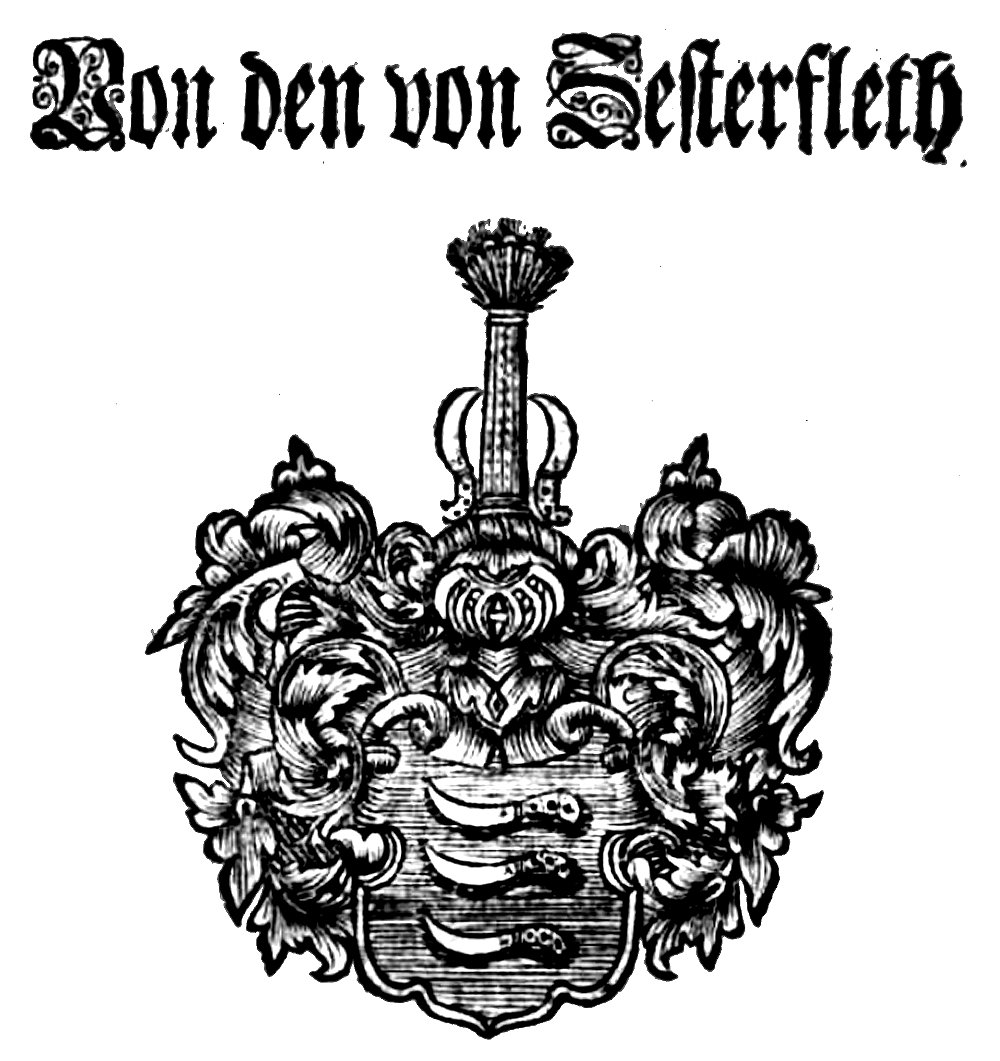
Wappen derer von Zesterfleth
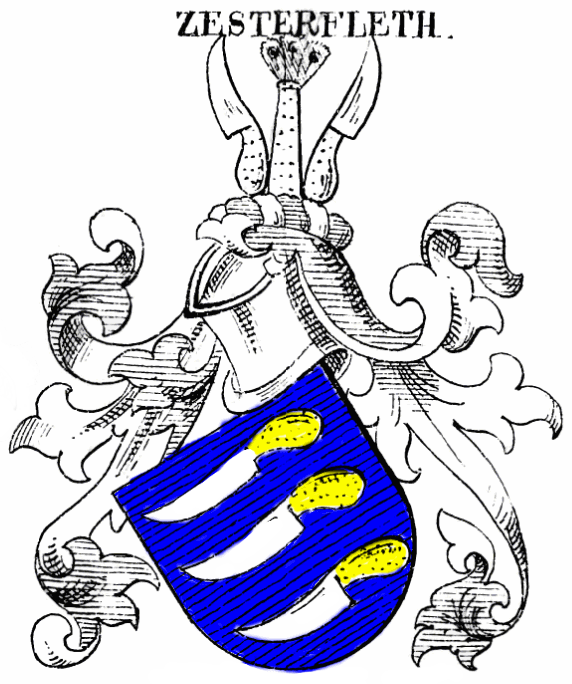
Wappen derer von Zesterfleth, Siebmachers Wappenbuch, 1874
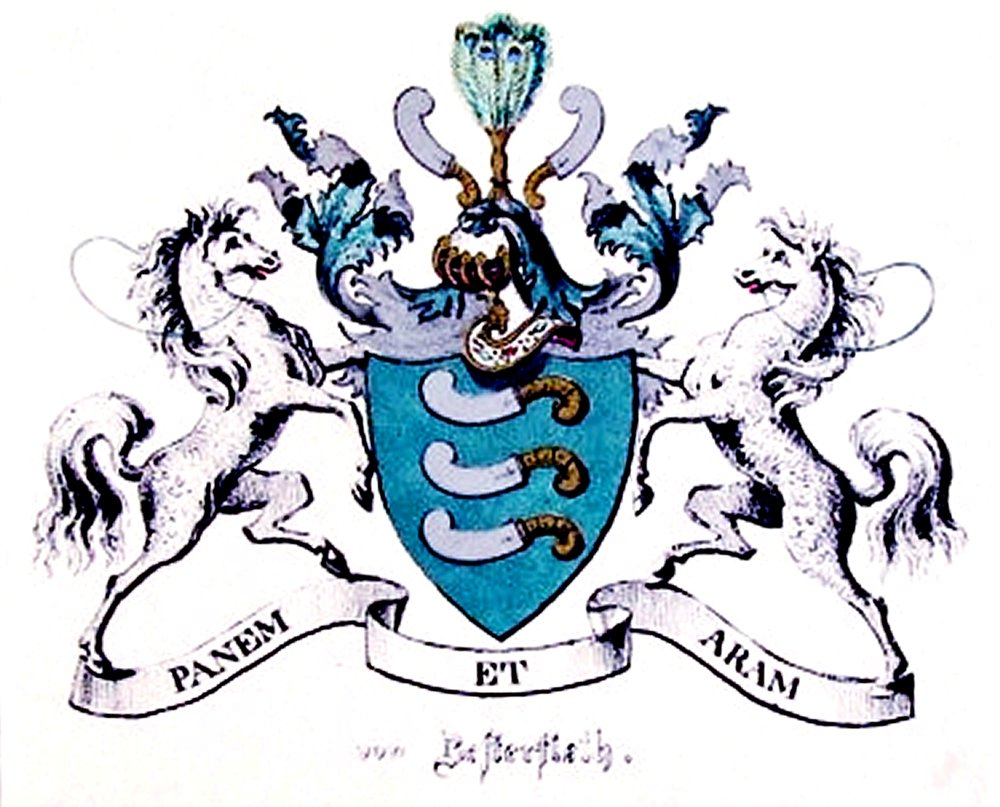
Wappen mit Schildhaltern im Wappenbuch des Königreichs Hannover und des Herzogthums Braunschweig, 1852

Das Stammwappen zeigt in Blau untereinander drei goldenbegriffte silberne Vorlege- bzw. Vorschneidemesser. Auf dem Helm mit blau-silbernen Decken zwischen zwei (schräg) auswärts gestellten Vorlegemessern ein goldener Schaft, der oben mit Pfauenfedern besteckt ist.
Das gemehrte Wappen hat zwei Schimmel mit Zügeln als Schildhalter, das Ganze über einem Schriftband mit der Devise „PANEM ET ARAM“.